# 飾帶副繐唇魮
飾帶副繐唇魮（学名：Paracrossochilus vittatus）是輻鰭魚綱鯉形目鯉科的其中一個種，分布於亞洲婆羅洲，體長可達7.5公分，棲息在中底層水域。